# Messier 89
Messier 89 (M89) även känd som NGC 4552, är en elliptisk galax i stjärnbilden Jungfrun belägen nästan 1 och 1/2 norr om NGC 4567 och NGC 4568. I ett 8-tumsteleskop framträder den som en rund, skinande fläck med ett ljust centrum. Den upptäcktes 1781 av Charles Messier  som införde den som nummer 89 i sin katalog. M89 ingår i Virgohopen av galaxer.

## Egenskaper
Nuvarande (2021) observationer gör det möjligt att Messier 89 kan vara nästan helt sfärisk. Distinkt utplattade som ellipsoider finns i alla lätt mätbara jämförelseobjekt upp till några gånger dess avstånd. Den alternativa förklaringen är att den är ellipsoidorienterad så att den verkar sfärisk för en observatör på jorden.
Galaxen har en omgivande struktur av gas och stoft, som sträcker sig upp till 150 000 ljusår och jetstrålar av uppvärmda partiklar upp till två tredjedelar av det. Detta tyder på att den engång kan ha varit en aktiv kvasar eller radiogalax. M89 har ett omfattande och komplext system av omgivande skal och plymer, vilket tyder på att den har upplevt en eller flera anmärkningsvärda sammanslagningar.
Chandra-studier av våglängd för röntgenstrålar visar på två ringliknande strukturer av varm gas i M89:s kärna, vilket tyder på ett utbrott där för 1 till 2 miljoner år sedan samt kanttrycksborttagning som påverkar galaxen när den rör sig genom Virgos intraklustermedium. Det supermassiva svarta hålet i kärnan har en massa på (4,8±0,8)×108 solmassor.
Messier 89 omfattar också ett stort antal klotformiga stjärnhopar. En undersökning från 2006 uppskattar att det finns 2 000 ± 700 av dessa inom 25 bågminuter. Detta kan jämföras med 150 till 200 av dessa är tänkta (bland vilka många bevisade) inom Vintergatan.

## Galleri

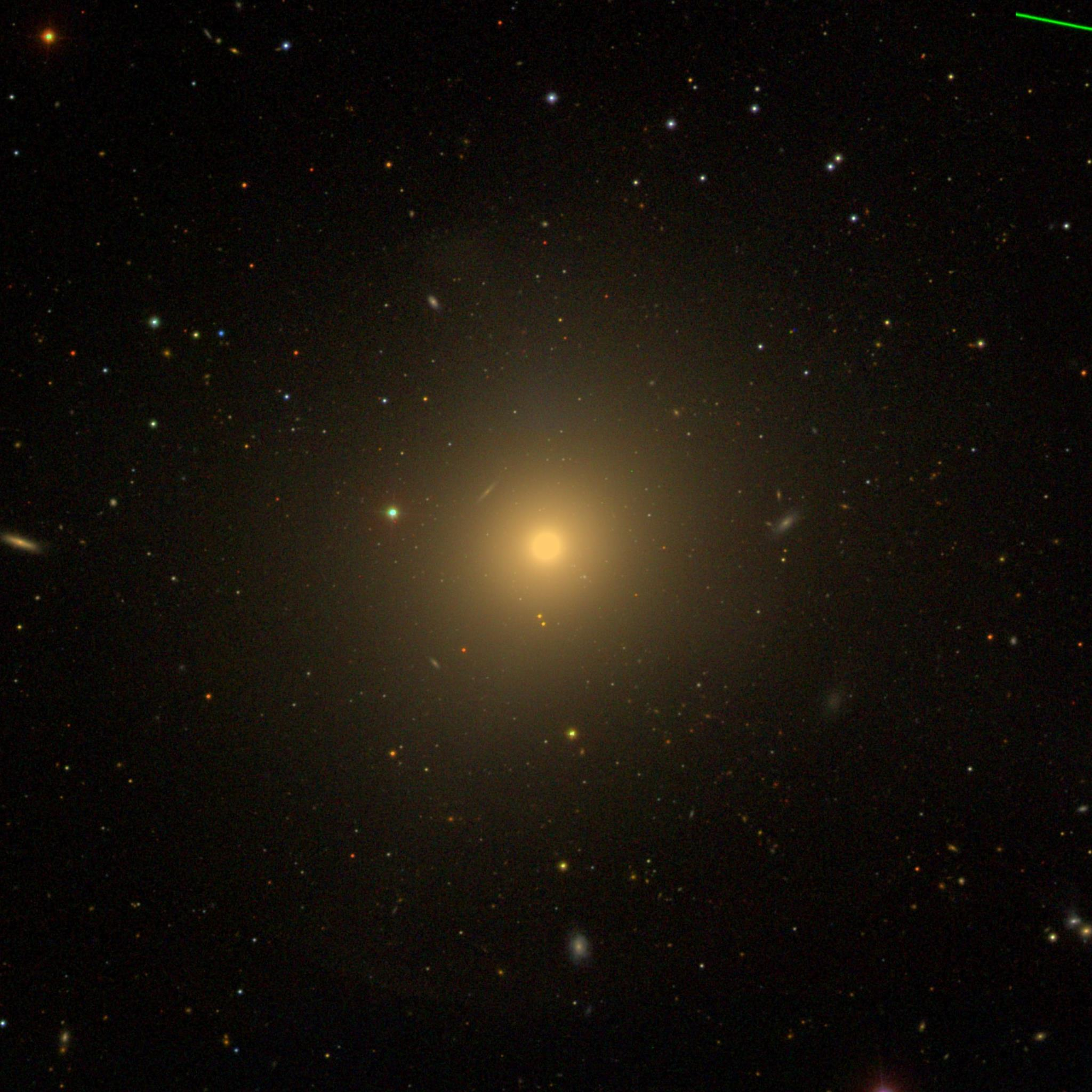
Messier 89 från Sloan Digital Sky Survey
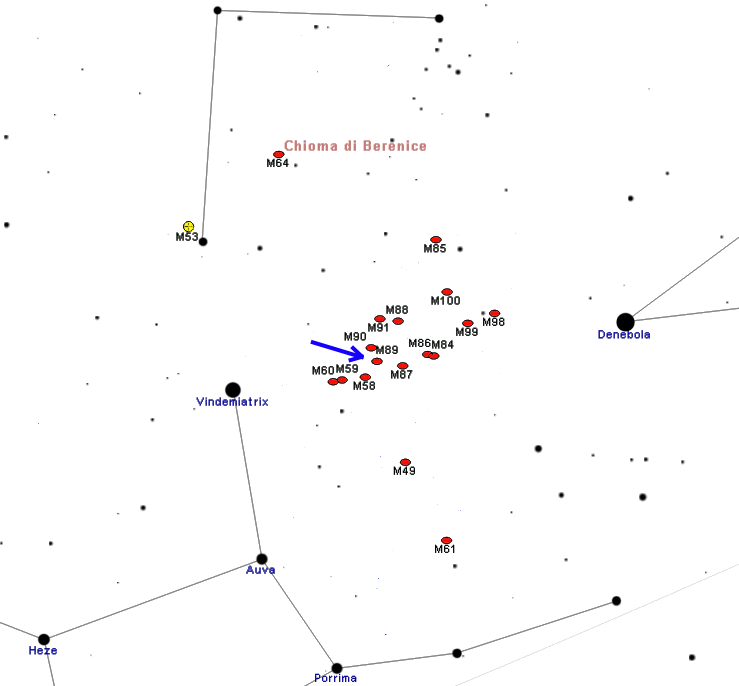
Karta över M89
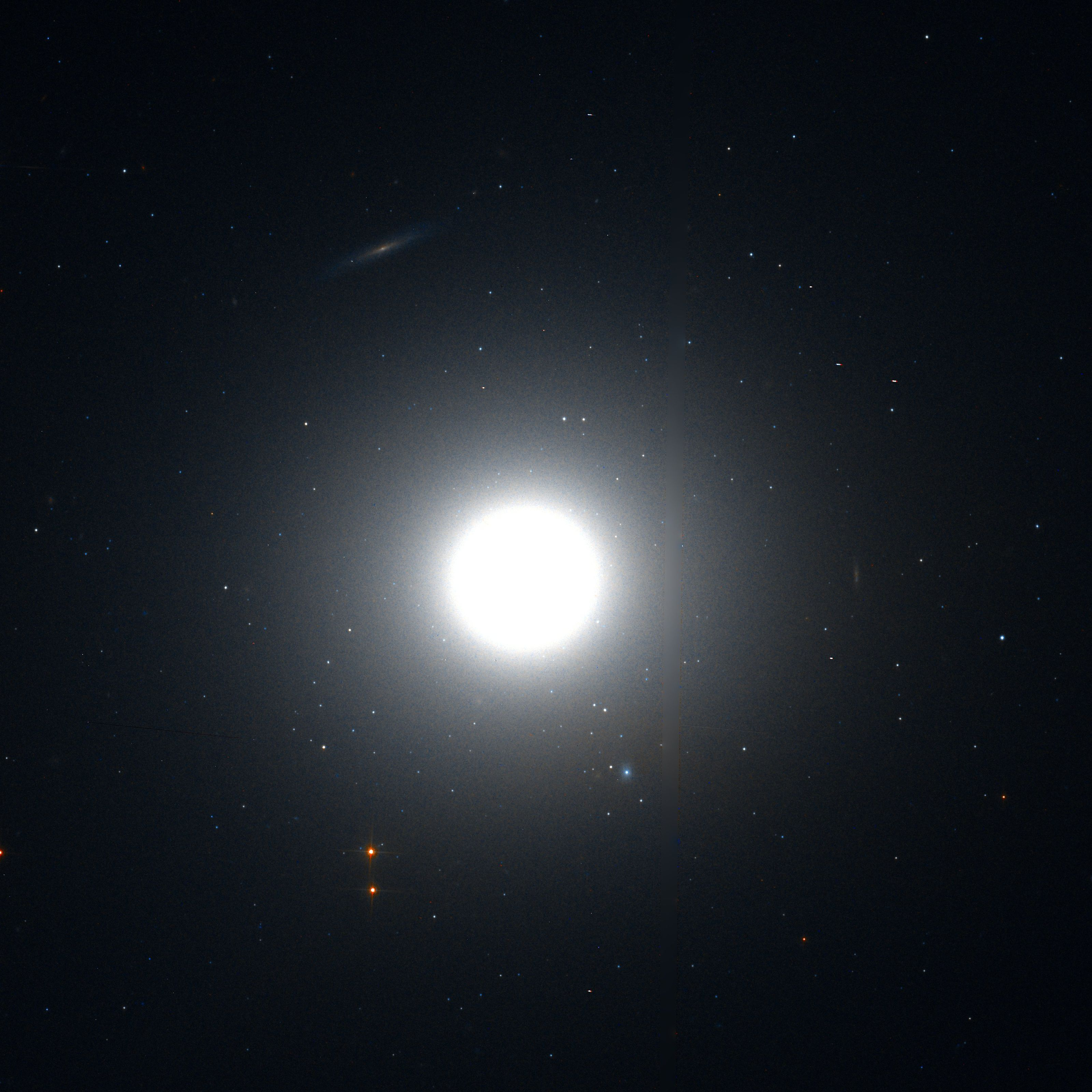
M89 fotograferad med HST